# Serghiev Posad
Serghiev Posad (ru. Сергиев Посад) este un oraș din Regiunea Moscova, Federația Rusă și are o populație de 113.581 locuitori. În timpul regimului sovietic, mai precis între anii 1930 și 1991, localitatea  Serghiev Posad a purtat numele de Zagorsk, în onoarea unui comisar al poporului din perioada revoluției bolșevice.
Astfel a fost înlocuită trimiterea la Serghei de Radonej, unul din sfinții cei mai populari în Rusia medievală.